# Anosia fuliginosa
Anosia fuliginosa är en fjärilsart som beskrevs av Hagen 1894. Anosia fuliginosa ingår i släktet Anosia och familjen praktfjärilar. Inga underarter finns listade i Catalogue of Life.